# Sancta Susanna
Sancta Susanna ist eine Oper in einem Akt von Paul Hindemith. Als Text verwendete er die 1914 erschienene Szene Ein Gesang der Mainacht von August Stramm. Die Uraufführung fand am 26. März 1922 im Opernhaus Frankfurt am Main statt.

## Handlung
Die Oper spielt in einer Mainacht in einer Klosterkirche. Der Mond scheint. Vor dem Altar brennt das ewige Licht, vorne links in einer Mauernische vor dem überlebensgroßen Kruzifix eine große Kerze. Susanna liegt in religiöser Andacht vor dem blumengeschmückten Marienaltar rechts neben dem Kruzifixaltar, die Stirn auf der untersten Stufe, die Arme über die oberen Stufen ausgebreitet. Ihre Mitschwester Klementia ruft sie zur Besinnung. Die Turmuhr schlägt. Der Wind reißt ein Fenster auf, so dass der Duft eines Fliederstrauchs hineinströmt. Draußen ist „erstickt in wimmernder Lust“ die Stimme einer Frau zu hören. Susanna lässt sie, eine Magd, hereinführen, um ihr ins Gewissen zu reden. Die Magd wirkt erst verstört, bricht dann aber plötzlich in Lachen aus. Kurz darauf pocht es an der Chortür. Ein Knecht, der Geliebte der Magd, kommt herein, um sein Mädchen zu holen. Klementia führt die beiden nach draußen. Während die Tür schließt, fährt ein Windstoß herein und löscht die Kerze vor dem Kruzifix. Die Kirche liegt im Dunkeln, und Susanna schreit entsetzt auf: „Satanas!“
Klementia kehrt zurück, um die Kerze wieder anzuzünden, doch es gelingt ihr nicht. Susanna geht langsam zwischen den Betstühlen nach vorne, um das Licht des Wachsstocks zu holen. Das Geschehen erinnert Klementia an eine andere Nacht, von der sie Susanna erzählt, während draußen zwei Nachtigallen trällern: Vor dreißig oder vierzig Jahren lag sie selbst betend vor dem Altar, als die Nonne Beata völlig unbekleidet die Kirche betrat, zum Kruzifix hinaufstieg und das Bild des Heilands umarmte und küsste. Als Klementia sie ansprach, fiel sie leblos die Stufen herunter. Die Nonnen verhüllten daraufhin dem Bildnis die Lenden mit einem Tuch, stellten vor dem Kruzifix eine große Kerze auf und mauerten Beata dahinter ein. Seitdem brennt die Sühnekerze, und Klementia hat immer noch Beatas leise Klage vernehmen können. Susanna ist erschüttert, dass sie selbst die endlich erloschene Kerze wieder entzündet hat. Eine faustgroße Spinne kriecht aus dem Dunkel hinter dem Altar hervor, läuft über den Altar und verschwindet an der anderen Seite. Die beiden Nonnen betrachten sie entsetzt. Während Klementia feststellt, dass Beatas Klagerufe verstummt sind, gerät Susanna in Ekstase. Sie löscht den Wachsstock aus, legt ihn auf den Altar und steigt langsam die Stufen herunter. Dann lacht sie kurz auf, legt ihre Kleidung ab und verkündet: „Schwester Klementia… ich bin schön…!“ Klementia hält ihr das Kreuz entgegen, um sie zur Besinnung zu bringen und erinnert sie an ihr Gelübde: „Keuschheit… Armut… Gehorsam“. Doch Susanna reißt das Lendentuch vom Kruzifix und sinkt davor in die Knie. Die Spinne fällt vom Arm des Kreuzes herunter in ihr Haar. Susanna schreit auf und schlägt mit der Stirn auf den Altar. Die Spinne verschwindet dahinter.
In diesem Moment verkündet die Horenglocke die zwölfte Stunde. Betende Nonnen treten herein und versammeln sich im Halbkreis um Susanna. Diese springt auf und verlangt, wie einst Beata eingemauert zu werden. Eine alte Nonne hebt das Kreuz ihres Rosenkranzes über ihr Haupt und fordert sie auf zu beichten. Klementia und die anderen Nonnen stimmen in ihren Ruf ein: „Beichte!!!“ Der Wind heult auf. Susanna ruft: „Nein!!!“ Die Nonnen schreien „Satana!!!“ Während ihr Echo verklingt, steht Susanna hoch aufgerichtet in „unberührter Hoheit“ da.

## Gestaltung
Das Libretto von August Stramm ist bereits dem Expressionismus zuzurechnen, doch finden sich Pipers Enzyklopädie des Musiktheaters zufolge auch noch „Relikte des Symbolismus und Naturalismus, von schwarzer Romantik und Dekadenz, überlagert von der Weltanschauung Ralph Waldo Trines“. Formal ist das Werk streng strukturiert. Auch die Musik ist stark stilisiert, erinnert aber gelegentlich an Claude Debussy oder Rudi Stephan. Herkömmliche Kadenzen und Tonartenbeziehungen werden nur selten eingesetzt. Die Komposition basiert auf einem einzigen Thema, das in einer Abfolge von Variationen den dramatischen Konflikt zwischen Sinnlichkeit und Askese „im blockhaften Gegensatz von fließender, sensitiver Bewegtheit und musikalischer Starre“ abbildet. Das Ganze ist in ein übergreifendes Crescendo eingebettet. Die Tonsprache ist „quasi antiromantisch“. Sie bildet das Geschehen nicht ab, sondern begleitet es „kühl distanziert“ im Sinne der „Neuen Sachlichkeit“. Wie auch bei den anderen beiden Einaktern seines Triptychons bemühte sich Hindemith darum, „an expressionistischen Texten eine Musiksprache zu entwickeln, die den Expressionismus […] überwindet“. Die Musik der drei Werke weist jedoch keine übergreifenden Gemeinsamkeiten auf. Sie sind vielmehr durch ihre gegenseitigen Kontraste miteinander verbunden:179
Die Eröffnungsszene ist von einem langen Orgelpunkt auf dem Ton gis geprägt, über dem die Singstimme mit den wechselnden Tönen a und ais schwingt.:179

### Instrumentation
Die Orchesterbesetzung der Oper enthält die folgenden Instrumente:
- Holzbläser: zwei Flöten, zwei Oboen, Englischhorn, kleine Klarinetten, zwei Klarinetten, Bassklarinette, zwei Fagotte, Kontrafagott
- Blechbläser: vier Hörner, zwei Trompeten, drei Posaunen, Basstuba
- Pauken, Schlagzeug: Triangel, Xylophon, Tamburin, Becken, Kleine Trommel, Große Trommel, großer Gong
- Celesta, Harfe
- Streicher
- Bühnenmusik hinter der Szene: drei Flöten (auch Piccolo), Glocken in fis, b und b’, Orgel

## Werkgeschichte
Sancta Susanna ist der dritte von Hindemiths drei Opern-Einaktern des Jahres 1921. Zuvor waren bereits Mörder, Hoffnung der Frauen und Das Nusch-Nuschi aufgeführt worden.
August Stramm veröffentlichte seine Szene Ein Gesang der Mainacht 1914 in der von Herwarth Walden herausgegebenen Zeitschrift Der Sturm. Hindemith verwendete den 1921 im zweiten Band der Gesamtausgabe erschienenen Druck. Er begann am 19. Januar 1921 mit der Komposition und stellte sie bereits am 5. Februar fertig.
Ursprünglich plante Hindemith, seine drei Einakter als Triptychon zusammen in Stuttgart aufzuführen. Doch die Empörung über den als gotteslästerlich empfundenen Text verhinderte dies. Zur Uraufführung kam es daher erst am 26. März 1922 im Frankfurter Opernhaus. Es sangen Emma Holl (Susanna), Betty Mergler (Klementia) und Magda Spiegel (alte Nonne). Die musikalische Leitung hatte Ludwig Rottenberg, Regie führte Ernst Lert, und das Bühnenbild stammte von Ludwig Sievert. Die Aufführung geriet zum Skandal. Selbst der Dirigent Fritz Busch, der bereits die beiden anderen Einakter geleitet hatte, hielt die Oper für „obszön“. Der christlich-konservative Bühnenvolksbund bemühte sich um eine Absetzung vom Spielplan. Der Katholische Frauenbund veranstaltete eine dreitägige Andacht zur Sühne, und der Interkonfessionelle Verein zur Hebung der Sittlichkeit hielt eine Reihe von Vorträgen. Der Kritiker der Zeitschrift für Musik schrieb:

„Die Bücher der drei Einakter ([…] Stramm’s (sic), Sancta Susanna eine perverse, wahrhaft unsittliche Angelegenheit) sollten tatsächlich von jedem als absolut wertlos empfunden werden. Hindemiths Musik kreist in den Bahnen des rastlosen Expressionismus; ohne jedes melodische Empfinden […] werden von dem überladenen Orchester ungeheuerliche Akkorde getürmt, dann wieder herrscht gähnende Leere.“

Hindemith selbst dagegen hielt Sancta Susanna für den gelungensten seiner drei Einakter. Auch der Dirigent Paul Bekker bezeichnete das Werk in seiner 1922 erschienenen Abhandlung Hindemith „Drei Einakter“ als „Hauptstück“ und bewertete es positiv:

„Es ist eine musikalische Phantasie über ein einziges Thema von seltsam klagendem, sehnsuchtsvollem Reiz, das immer größere Kreise der Leidenschaft und des Begehrens zieht bis zur gewitterhaften Entladung und Befreiung.“

Erst als Alexander von Zemlinsky im folgenden Jahr 1923 das Werk am Landestheater Prag zusammen mit den beiden anderen Einaktern aufführte, wurde es seinem Rang gemäß gewürdigt. 1925 wurde es am Hamburger Stadttheater unter der Leitung von Egon Pollak zusammen mit Igor Strawinskys Histoire du soldat gespielt. Die Regie hatte Leopold Sachse. Obwohl die Aufführung vom Publikum gut aufgenommen wurde, erwirkten Kirchen und Rechtsparteien eine sofortige Absetzung. 1934 zog Hindemith das Werk mit Einschränkungen, 1958 vollständig zurück. Auch seine Erben erteilten bis Mitte der 1970er Jahre keine Aufführungsgenehmigung. Anschließend gab es szenische Produktionen u. a. in Rom, Wuppertal und Amsterdam sowie mehrere konzertante Aufführungen. Eine Kölner Inszenierung von Günter Krämer erreichte 2001 größere Aufmerksamkeit. 2016 wurde ein Video-Mitschnitt der Lyoner Produktion von 2012 im Rahmen der Opera Platform im Internet übertragen. 2024 war Hindemiths Kurzoper der Auftakt zum Musiktanztheater Sancta von Florentina Holzinger am Mecklenburgischen Staatstheater Schwerin. Die musikalische Leitung hatte Marit Strindlund. Die Opéra national de Lorraine in Nancy kombinierte das Werk ebenfalls 2024 in ihrem Musiktheaterabend „Héroïne“ mit Béla Bartóks Einakter Herzog Blaubarts Burg und Arthur Honeggers Oratorium La danse des morts.

## Aufnahmen
- 2. November 1980 (live aus Wuppertal): Hans-Martin Schneidt (Dirigent), Städtisches Orchester Wuppertal, Chor der Oper Wuppertal. Mildred Tyree (Susanna), Danièle Grima (Klementia), Marianne Dorka (eine alte Nonne).[10]:7191
- Juni 1983 (Studio-Aufnahme): Gerd Albrecht (Dirigent), Rundfunk-Sinfonieorchester Berlin, Damen des RIAS Kammerchores Berlin. Helen Donath (Susanna), Gabriele Schnaut (Klementia), Gabriele Schreckenbach (eine alte Nonne). Wergo CD: 60 106-50 (1 CD), Wergo LP: 60 106 (1 LP).[10]:7192
- Mai 1997 (Studio-Aufnahme): Yan Pascal Tortelier (Dirigent), BBC Philharmonic Orchestra, Leeds Festival Chorus. Susan Bullock (Susanna), Della Jones (Klementia), Ameral Gunson (eine alte Nonne). Chandos CHAN9620 (1 CD).[10]:7193
- 2. und 4. März 2001 (live aus dem Hebbel-Theater Berlin): Hermann Bäumer (Dirigent), RIAS-Jugendorchester Berlin. Nina von Möllendorf (Susanna), Márta Rósza (Klementia), Annekathrin Laabs (eine alte Nonne).[10]:7194
- 23. September 2006 (live aus Mailand): Marko Letonja (Dirigent), Giancarlo Cobelli (Inszenierung), Orchester und Chor des Teatro alla Scala Mailand. Tatiana Serjan (Susanna), Brigitte Pinter (Klementia), Anna Maria Chiuri (eine alte Nonne).[10]:7195
- 2012 (Video; live aus Lyon): Bernhard Kontarsky (Dirigent), John Fulljames (Inszenierung), Johan Engels (Bühne), Marie-Jeanne Lecca (Kostüme), Orchestre, Chœurs et Maîtrise de l’Opéra de Lyon. Agnes Selma Weiland (Susanna), Magdalena Anna Hofmann (Klementia), Joanna Curelaru Kata (eine alte Nonne).[7]